# Kohleria tigridia
Kohleria tigridia är en tvåhjärtbladig växtart som först beskrevs av Ohlend., och fick sitt nu gällande namn av Roalson och Boggan. Kohleria tigridia ingår i släktet Kohleria och familjen Gesneriaceae. Inga underarter finns listade i Catalogue of Life.